# Claraeola agnosta
Claraeola agnosta är en tvåvingeart som beskrevs av Christian Kehlmaier 2005. Claraeola agnosta ingår i släktet Claraeola och familjen ögonflugor.
Artens utbredningsområde är Tjeckien. Inga underarter finns listade i Catalogue of Life.